# 1893 (numero)
Milleottocentonovantatré (1893) è il numero naturale dopo il 1892 e prima del 1894.

## Proprietà matematiche
- È un numero dispari.
- È un numero composto da 4 divisori: 1, 3, 631, 1893. Poiché la somma dei suoi divisori (escluso il numero stesso) è 635 < 1893, è un numero difettivo.
- È un numero semiprimo.
- È un numero omirpimes in quanto anche qualora scritto al contrario, ovvero 3981 = 3 × 1327 è semiprimo.
- È un numero nontotiente in quanto dispari e diverso da 1.
- È un numero fortunato.
- È un numero congruente.
- È un numero odioso.
- È un numero intero privo di quadrati.
- È parte delle terne pitagoriche (1893, 2524, 3155), (1893, 199076, 199085), (1893, 597240, 597243), (1893, 1791724, 1791725).

## Astronomia
- 1893 Jakoba è un asteroide della fascia principale del sistema solare.

## Astronautica
- Cosmos 1893 è un satellite artificiale russo.